# Halimède (Néréide)
Pour les articles homonymes, voir Halimède.
Dans la mythologie grecque, Halimède  (en grec ancien Ἁλιμήδη / Halimếdê) est une Néréide, fille de Nérée et de Doris, citée par Apollodore et Hésiode dans leurs listes de Néréides. 

## Étymologie
Halimède signifie demoiselle de la saumure/des eaux salées.

## Famille
Ses parents sont le dieu marin primitif Nérée, surnommé le vieillard de la mer, et l'océanide Doris. Elle est l'une de leur multiples filles, les Néréides, généralement au nombre de cinquante, et a un unique frère, Néritès. Pontos (le Flot) et Gaïa (la Terre) sont ses grands-parents paternels, Océan et Téthys ses grands-parents maternels.

## Évocation moderne

### Astronomie
Elle a donné son nom à la neuvième lune de Neptune, Halimède.

### Zoologie
Le genre de Crustacés des Halimede tient son nom de la Néréide.